# Bröder, låt oss fröjdas här
Bröder, låt oss fröjdas här är en psalmtext av Fredrik Gabriel Hedberg (1811–1893).

## Publicerad i
- Sions Sånger 1951 som nr 11.
- Sions Sånger 1981 som nr 85 (i avsnittet "Guds nåd i Kristus")

## Källhänvisningar
1. ↑  Sändebudet 2011-1